# スリー・デイズ・グレイス
スリー・デイズ・グレイス（Three Days Grace）は、1997年に結成されたカナダのロックバンド。略称は3DG、またはTDG。

## 概要
1992年に前身である「グラウンズウェル」が結成され、95年に解散。1997年に現在のバンド名で再結成された。当初はトロントを拠点とし、ボーカル・ギターのアダム・ゴンティア、ドラムのニール・サンダーソン、ベースのブラッド・ウォルストの3人で活動していたが、2003年にバリー・ストックがリード・ギタリストとして加入し4人編成となった。
同年の楽曲『I Hate Everything About You』でのメジャーデビューを皮切りに以降ヒット曲を連発。楽曲はジュノー賞を始め数多くの賞を受賞し、バンドは着実にスターダムへのし上がっていった。特にボーカル：アダム・ゴンティアの歌声は唯一無二と称され、ティーンエイジャーを中心に多くの人々からの支持を受けた。また、2006年発表の『Animal I Have Become』は、同年のカナダ内で最も再生された楽曲としても知られている。
しかし2013年、バンドとして人気絶頂の中突如としてアダムの脱退が発表され、ブラッドの弟であるマット・ウォルストがアダムと入れ替わる形で加入する。バンドの顔というべきアダムの脱退は多くの反響を呼び、今後の活動を心配する声も上がったが、その後発表された楽曲『Painkiller』が米ロックチャートで1位を獲得するなど大ヒットし、長年バンドが培ってきた音楽性の健在ぶりを見せつける結果となった。その後マットはアダムに変わり、10年以上にわたってバンドを支え続けた。
その後、2024年10月に初代ボーカルであるアダムのバンド復帰が公式ウェブサイトにて発表された。同時に現ボーカルであるマットの残留も表明され、バンドはボーカル2名を含めた5人編成という異例のラインナップとなった。
現在はRCAレコードに所属し、日本盤リリースはソニー・ミュージックが担当している。これまで計7枚のアルバムをリリースしており、世界中での売り上げは2022年時点でアルバムとシングルを合わせて1000万枚以上を記録するとされる。また、発表された初期3枚のアルバムは米国を始め、地元カナダやイギリスでそれぞれプラチナ等を獲得。さらに、ビルボードのホット・メインストリーム・ロック・トラックチャートで1位を獲得した曲の最多記録を18曲保持しており、オルタナティブ・ソングチャートでも3曲の1位ヒットを記録している。

## メンバー

### 現メンバー
- アダム・ゴンティア（英語版）(Adam Gontier) - リード・ボーカル (1992 – 1995、1997 – 2013、2024 – 現在) 、バック・ボーカル (2024 – 現在) 、リズム・ギター (1997 – 2013、2025 – 現在) 、リード・ギター (1997 – 2003)

- マット・ウォルスト（英語版）(Matt Walst) - リード・ボーカル (2013 – 現在) 、バック・ボーカル (2024 – 現在) 、リズム・ギター (2017 – 現在) 、キーボード (2025 – 現在)

- ブラッド・ウォルスト（英語版）(Brad Walst) - ベース (1992 – 1995、1997 – 現在) 、バック・ボーカル (2006 – 2023)

- ニール・サンダーソン（英語版）(Neil Sanderson) - ドラム (1992 – 1995、1997 – 現在) 、バック・ボーカル (1997 – 現在) 、キーボード (2009 – 現在)

- バリー・ストック（英語版）(Barry Stock) - リード・ギター、リズム・ギター (2003 – 現在)

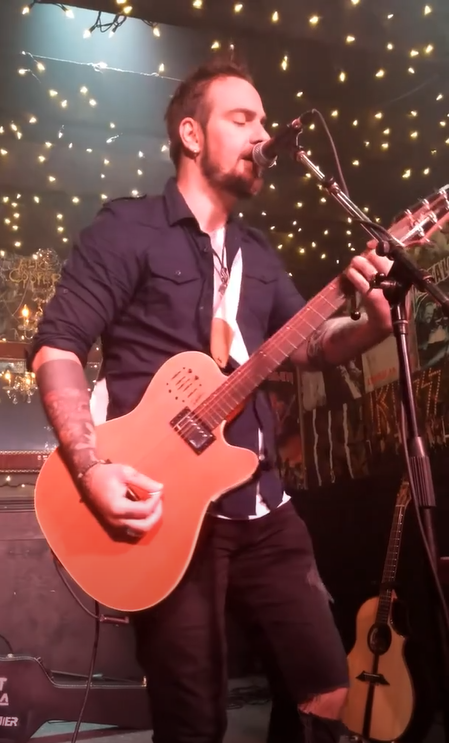
アダム・ゴンティア (2017年)
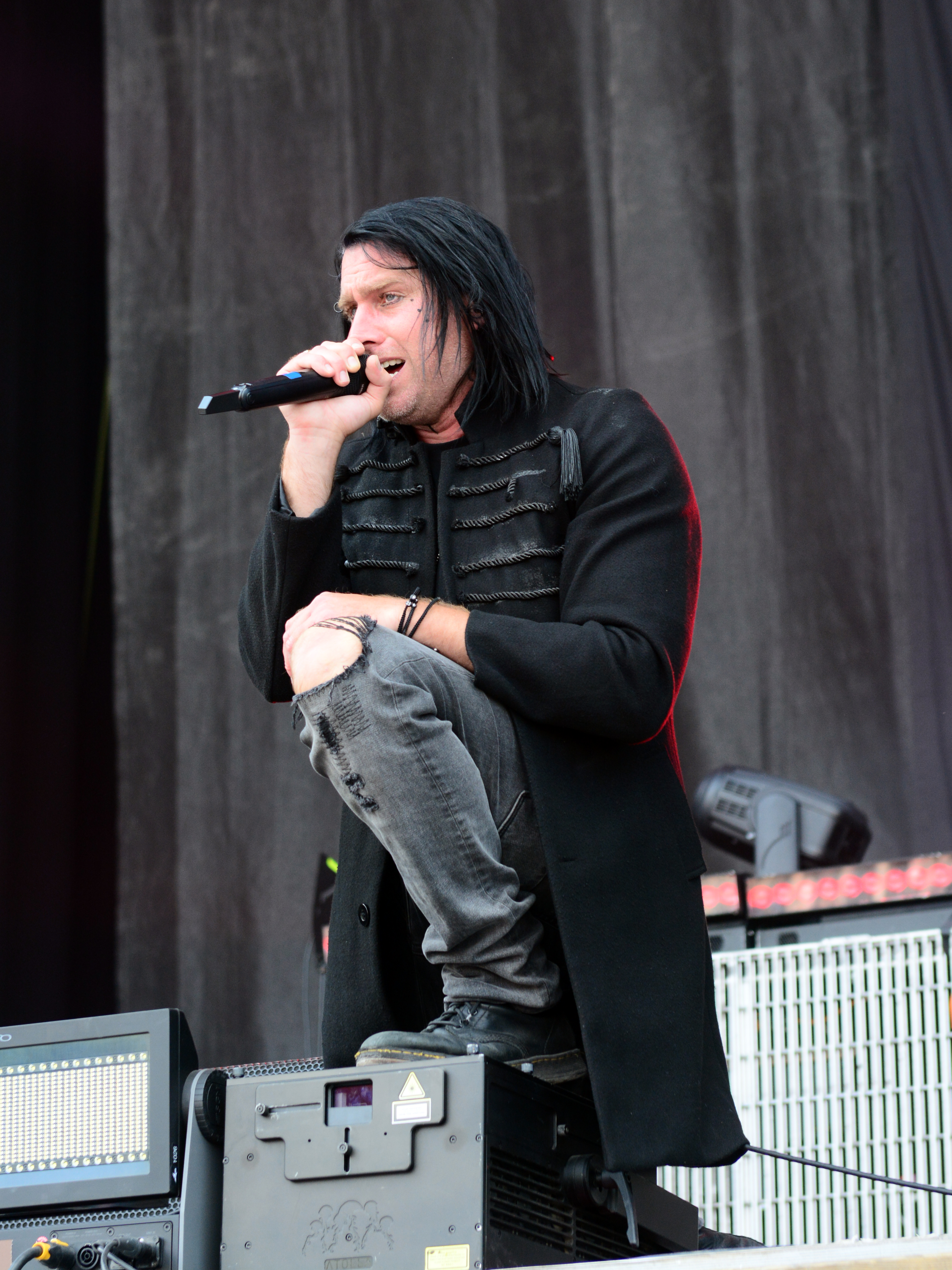
マット・ウォルスト (2023年)
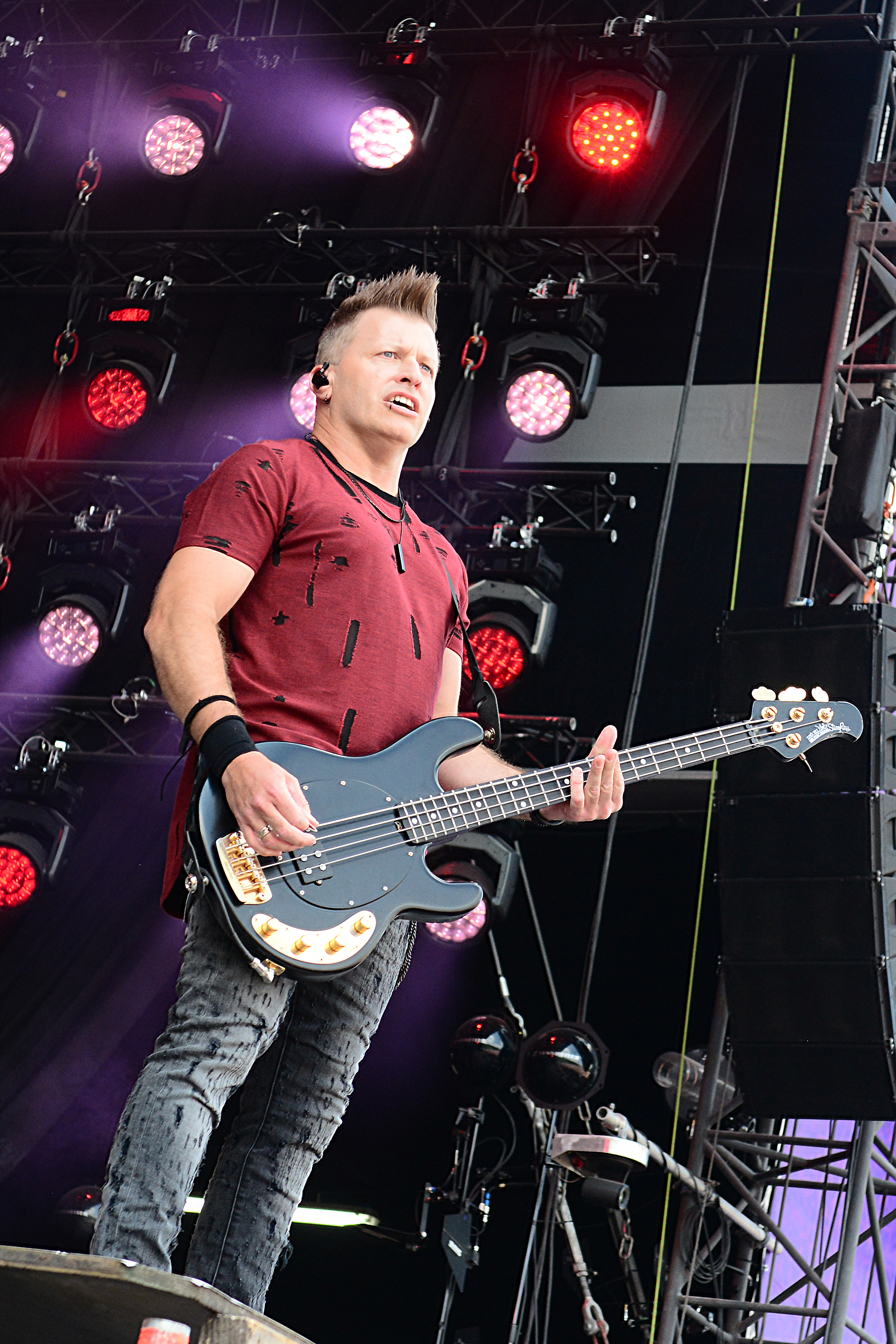
ブラッド・ウォルスト (2023年)
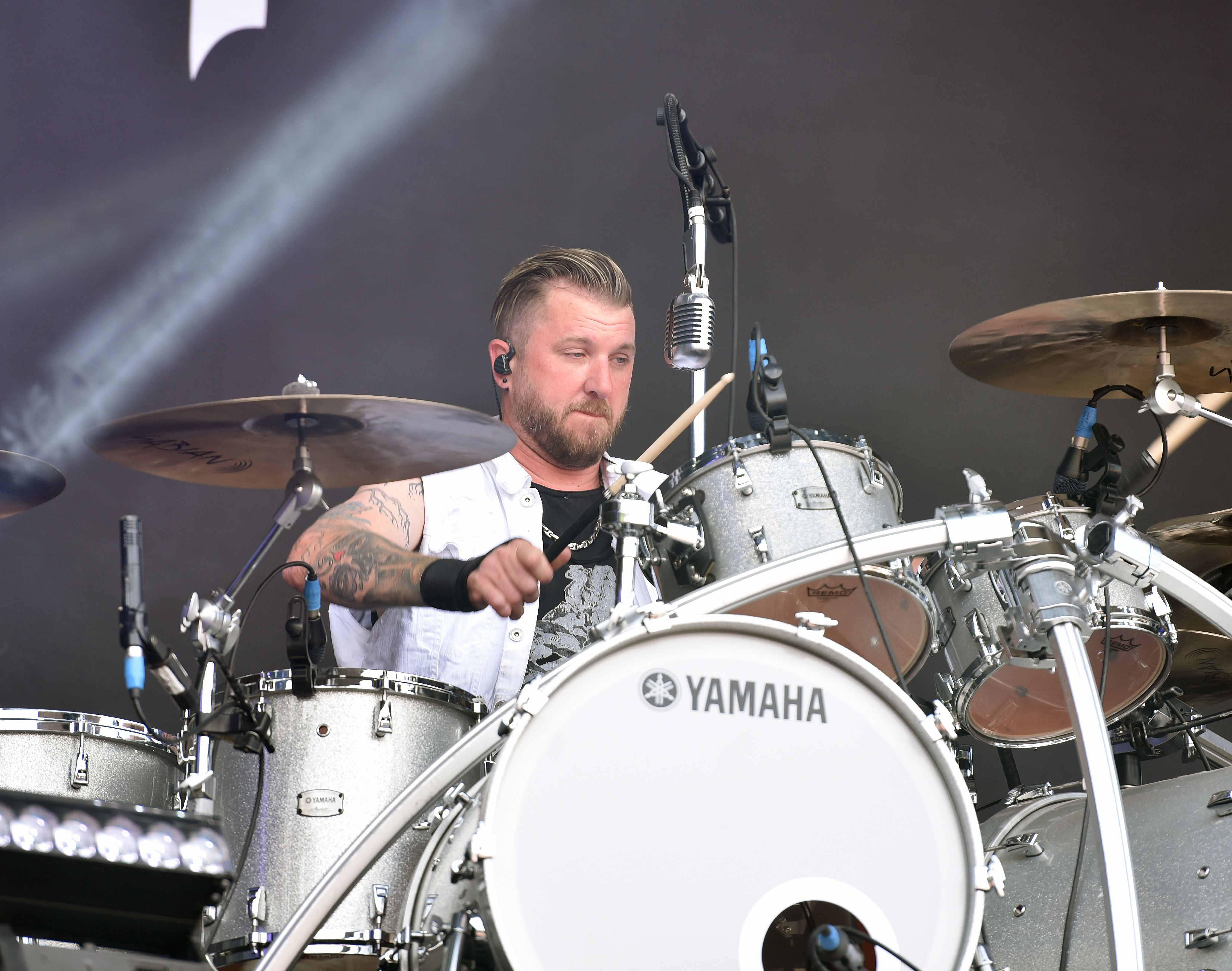
ニール・サンダーソン (2023年)
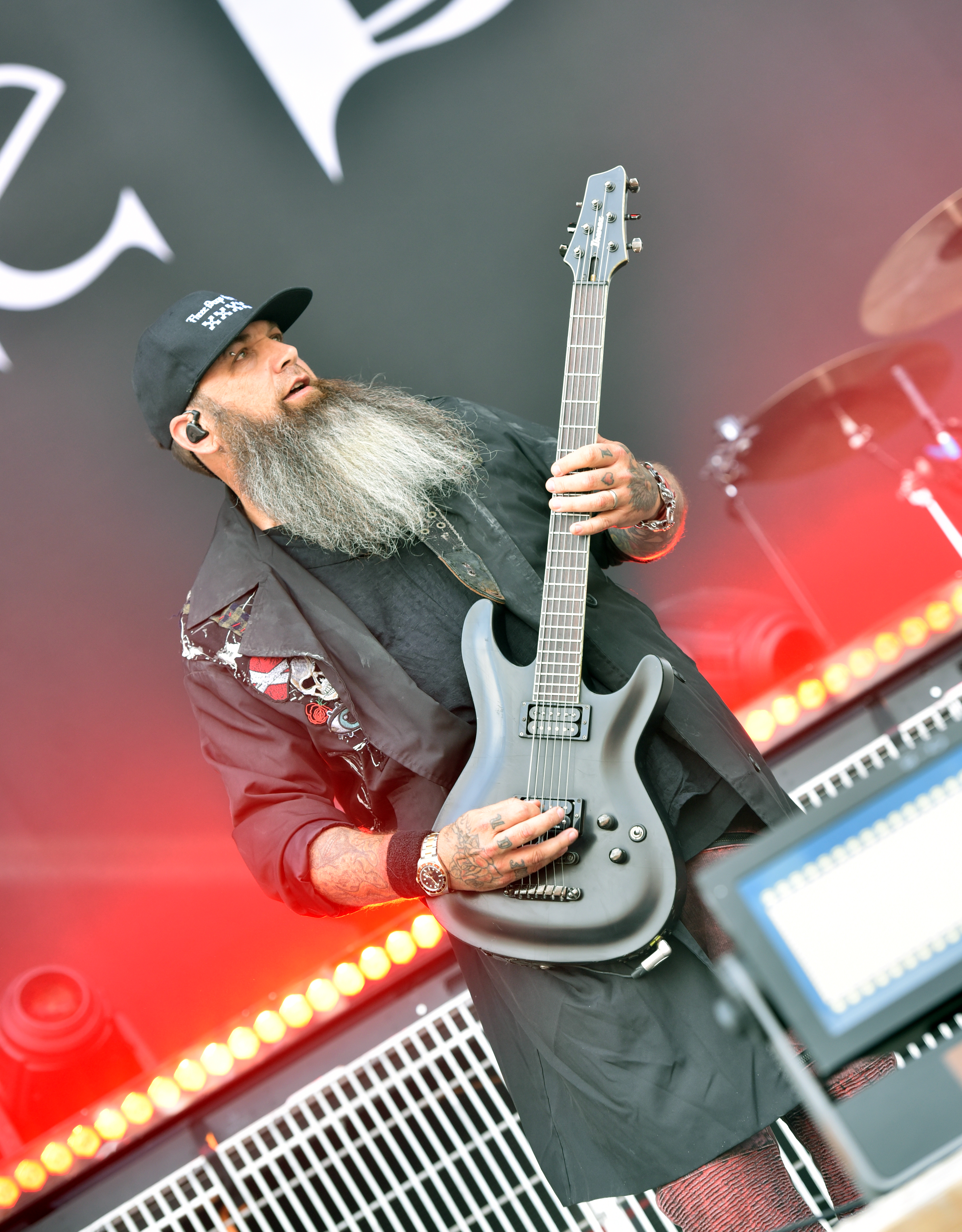
バリー・ストック (2023年)

### サポートメンバー
- ダニ・ロゼノア（英語版）(Dani Rosenoer) - キーボード、バック・ボーカル (2012 – 2017)

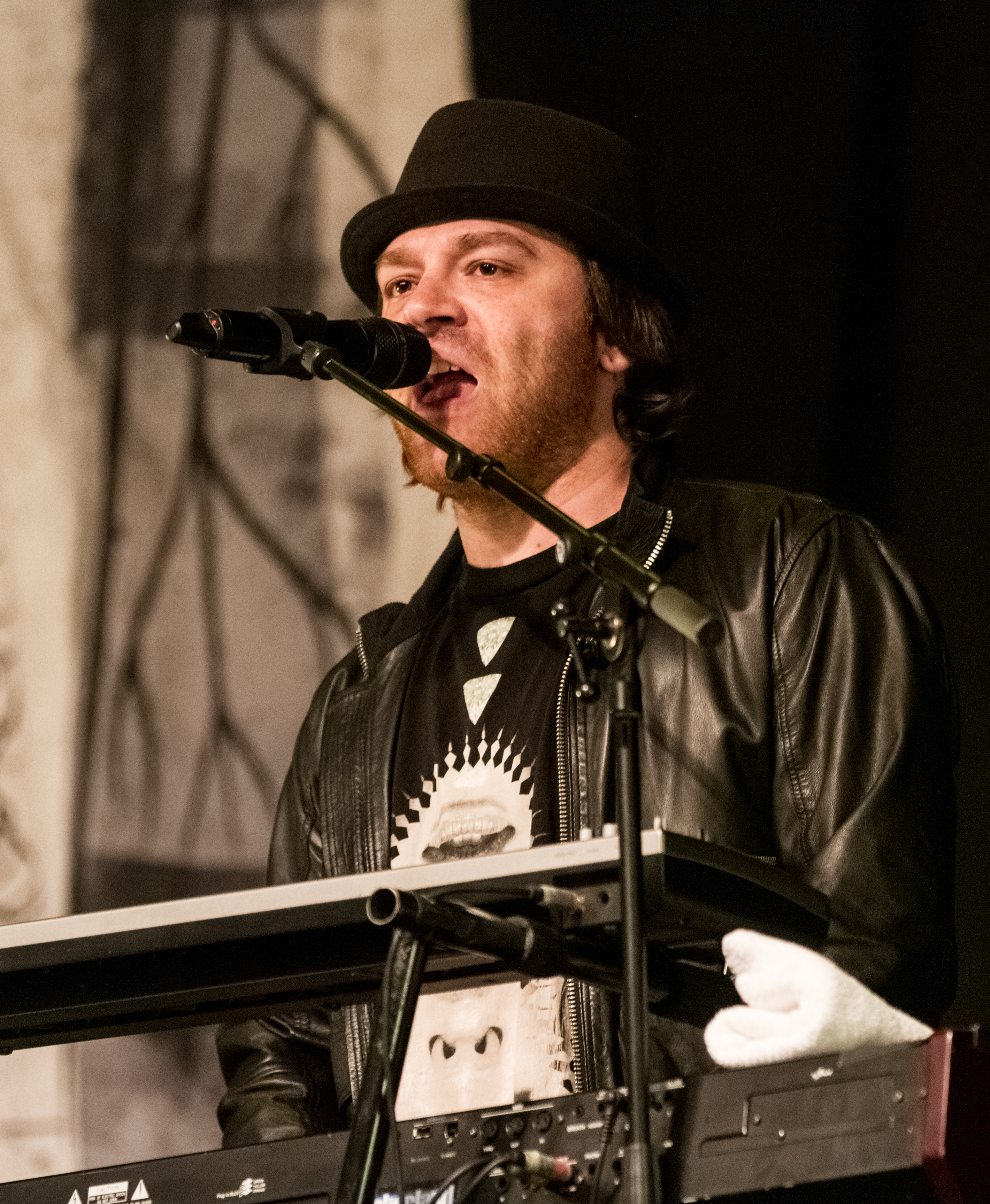
ダニ・ロゼノア (2015年)

### 元メンバー
- フィル・クロウ (Phil Crowe) - リード・ギター (1992 – 1995)

- ジョー・グラント (Joe Grant) - リズム・ギター (1992 – 1995)

## 来歴

### 1992 – 2002: 活動初期
1992年、5人組バンド「グラウンズウェル（Groundswell）」としてオンタリオ州ノーウッドで結成。当時はメンバーのほとんどが高校生だった。1995年にフルアルバム『ウェーブ・オブ・ポピュラー・フィーリング（Wave of Popular Feeling）』をリリースするも、同年末に解散。
97年にアダム、ニール、ブラッドの3人が中心となり「スリー・デイズ・グレイス（Three Days Grace）」として再結成した。バンド名の由来についてアダムは、「切迫感を表しており、人生を変えるのにたった3日しか与えられなかったら、何かを変えることができるだろうかという問いかけ」であると語っている。
当初は小さなライブ会場をはじめ、映画館の少しの空き時間でも演奏を行うなど地道な下積みの日々が続いた。そんな中、バンドはトロントで地元のプロデューサーであるギャヴィン・ブラウンと出会う。ギャヴィンはメンバーに数年分制作した楽曲を渡し、調整を重ねた結果バンドのデモアルバムが完成する。その後EMIミュージックパブリッシング・カナダに提出し、会社側がより多くの楽曲を聴きたいと反応したことで、ギャヴィンプロデュースのもと、楽曲『I Hate Everything About You』を制作。複数のレコード会社の関心を集めたのち、当時のジャイブ・レコード社長バリー・ワイスにスカウトされ、同社と契約した。

### 2003 – 2005: 1stアルバム『スリー・デイズ・グレイス』、バリー・ストックの加入
バンドはマサチューセッツ州ノース・ブルックフィールドのスタジオ、ロングビュー・ファームでデビューアルバムの録音を開始する。アルバムの半分はロングビューで完成し、残りはニューヨーク州ベアーズビルのベアーズビル・スタジオで行われ、セルフタイトルアルバムとして2003年7月22日に発売された（日本盤は2003年09月25日にリリース）。
これに先駆け、バンドはアルバムからメジャーデビューシングルとして上記の『I Hate Everything About You』を2003年4月28日にリリースした。同曲はラジオでヘビーローテーションされ、カナダのロックチャートで1位を獲得。1stシングルにしてバンドにおけるカナダでの最初のナンバーワンヒット曲となった。また、翌2004年に行われたMuchMusicビデオ・アワードでは最優秀ロック・ビデオ賞にノミネートされた。さらに、アメリカではビルボード・オルタナティブ・エアプレイチャートで2位、メインストリーム・ロックチャートで4位に達し、現在まで同曲は両チャート上でそれぞれ45週間、46週間と最長でランクインした曲として記録されている。なお、プロデューサーのギャヴィン・ブラウンは同曲とビリー・タレントのデビューシングル『Try Honesty』で、2004年度のジュノー賞における年間最優秀プロデューサー賞を受賞した。
同年、アルバムから『Just Like You』が2枚目のシングルとして3月29日にリリースされ、同じく収録曲である『Home』も、3枚目のシングルとして同年10月4日にリリースされた。両シングルは、ビルボード・ホット100でそれぞれ55位と90位に達した。また、『Wake Up』も後の2005年1月10日にカナダで独占リリースされている。
アルバム『スリー・デイズ・グレイス（Three Days Grace）』は、カナダのアルバムチャートで9位、同国のプラチナ認定を受けた他、米国ではビルボード200で69位を記録し、RIAAから2倍プラチナ認定、Recorded Music NZからゴールド認定を受け、全米での売り上げは200万枚に達した。
また、アルバム発売後新たにギタリストのオーディションが行われた。オーディションは難航したものの、結果的にバリー・ストックが加入。バンドは4人編成となった。当時別のバンドに所属していたバリーが、マネージャーを通じて機材調整を手伝ったことが両者が知り合ったきっかけであった。
その後メジャーレーベル・デビューを記念して、3DGは2003年7月から9月まで、トラプトのアメリカツアーにオープニングアクトとして帯同する。10月から11月にかけては、ニッケルバックの「ロング・ロード・ツアー」に参加。2004年からはヘッドライナーを務める「スリー・デイズ・グレイス・ワールド・ツアー」を開催し、バンドとして数々の賞も受賞するなど大きく飛躍する時期となった。

### 2006 – 2008: 2ndアルバム『ワン・エックス』、アダムの薬物依存発症

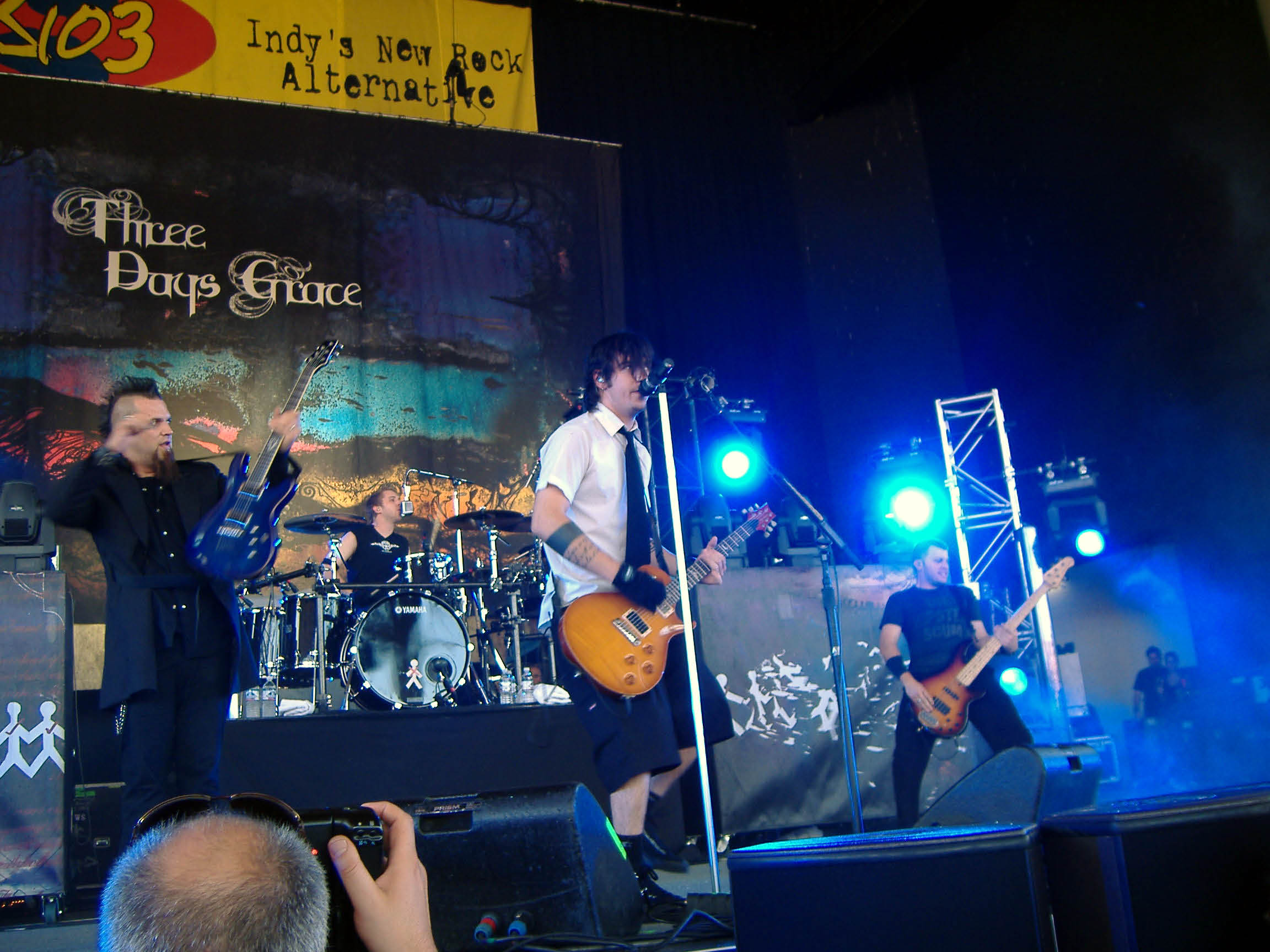
パフォーマンス中のスリー・デイズ・グレイス (2006年)

順調なバンド活動の裏でアダムは深刻な薬物への依存症に陥っており、ツアー終了後、家族やバンドメンバーなどの協力を受けながら2005年にリハビリ施設に入所。治療を受けながら、アダムは現在の心情や施設での経験をもとに作詞を始め、その後無事に治療を終える。
バンドは新たにハワード・ベンソンをプロデューサーに迎え、北オンタリオ州のコテージで2ndアルバムの制作を開始する。コテージでの生活は3ヶ月続き、アルバムの大半がそこで完成した。アルバムは2006年6月13日（日本盤は2006年09月20日）にリリースされ、カナダのアルバムチャートで2位、米国ではビルボード200で5位に達し、発売初週に78,000枚の売り上げを記録しており、最終的にスリー・デイズ・グレイスにおける最大のヒットアルバムとなった。また、このアルバムはカナダと米国の両方でトリプルプラチナ、英国でシルバー、ニュージーランドでゴールドに認定され、バンドはビルボードのロック・アーティスト・オブ・ザ・イヤーに選出された。

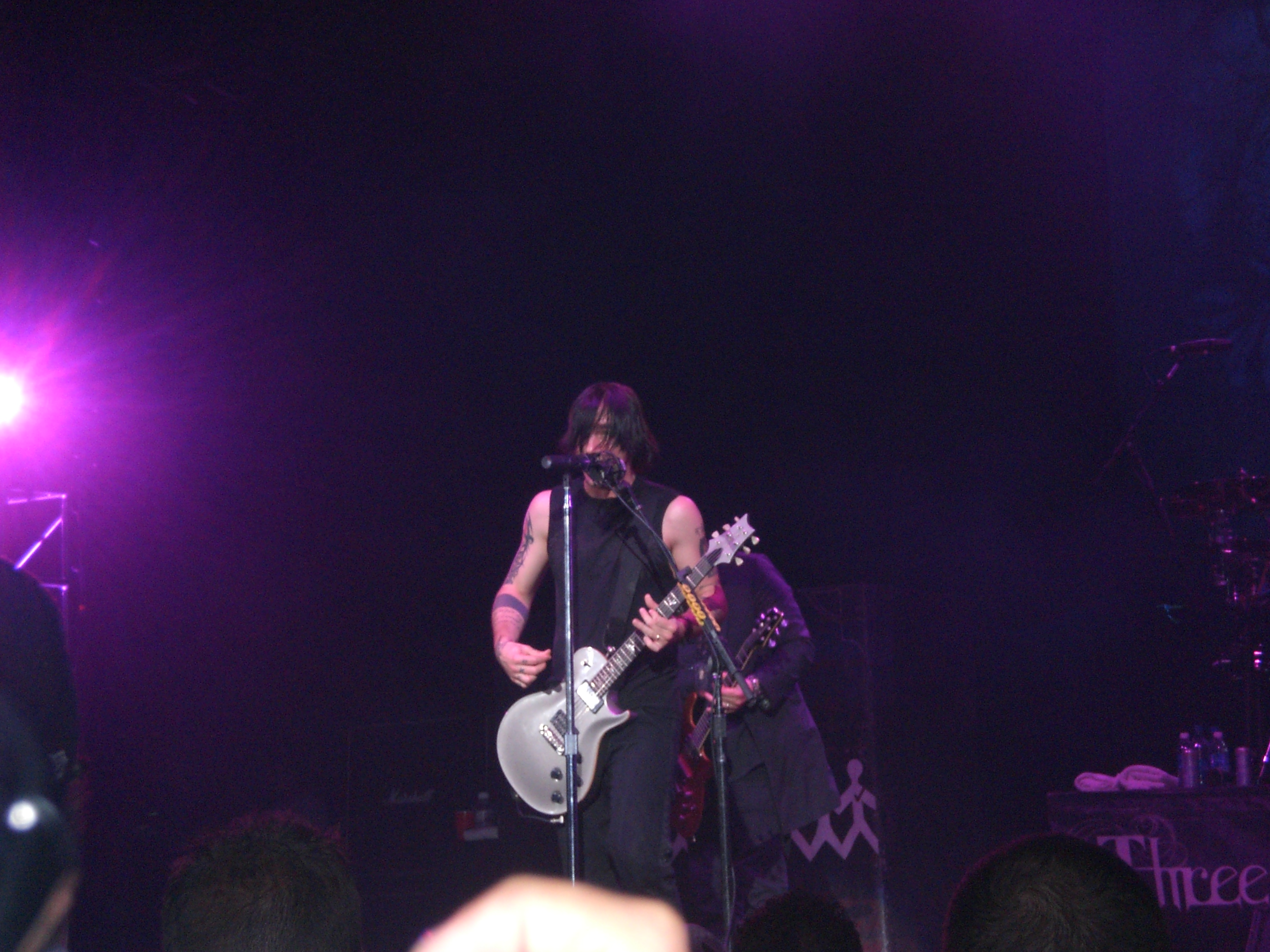
ギターを演奏するアダム・ゴンティア (2007年)

アルバムの雰囲気は全体を通して前作以上にダークで重いものとなっており、アダムは本作について「過去2年間の鬱、薬物依存、そして回復の経験からインスピレーションを得ている」と語り、「前作よりもよりパーソナルな部分について踏み込んだ」とも述べた。収録曲の『Animal I Have Become』は、4月10日に本作のリードシングルとしてリリースされ、アダムがリハビリ施設で書いた上記の詩から引用されている一つである。同曲は、2006年度におけるカナダ内で最も再生されたロックソングとなり、バンドを代表する楽曲の一つとなった。また、同年のビルボード・ミュージック・アワードでロック・シングル・オブ・ザ・イヤーを受賞しており、その後同じく収録曲である『Pain』、『Never Too Late』、『Riot』の3曲も追ってシングルリリースされ、いずれも音楽チャート上位にランクインしている。2007年1月25日に発売されたゲームソフト「WWE 2007 SmackDown vs Raw」では、本アルバムから『Animal I Have Become』と『Riot』がゲーム内楽曲の一つとして使用された。

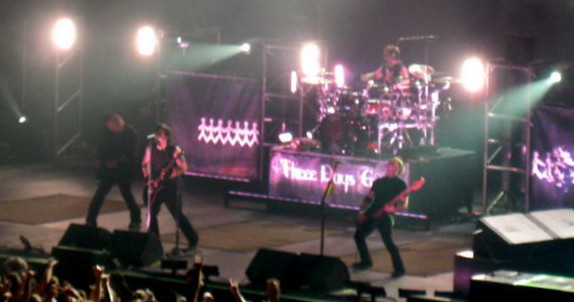
パフォーマンス中のスリー・デイズ・グレイス (2008)

なおアダムは退院後、3DGのツアーと並行して北米各地のリハビリ施設、シェルター、グループホーム、拘置所で無料コンサートを行う「スリー・デイズ・トゥ・チェンジ」ツアーを開始し、悩み苦しむ人々を鼓舞して回った。11月には、自身のリハビリのために訪れていたトロントのリハビリ施設で、他のバンドメンバーも参加した特別公演が開催され、公演後には観客からの質問に答えるトークセッションも行われた。この様子の一部は、ドキュメンタリー『Behind the Pain』にて閲覧することができる。

### 2009 – 2011: 3rdアルバム『ライフ・スターツ・ナウ』
2007年度のツアーの最中、バンドは3rdアルバムに向けた作曲を進めていた。その後2009年1月より本格的な制作を開始。プロデューサーには前作に引き続きハワード・ベンソンが起用され、同年3月にバンクーバーとロサンゼルスでレコーディングが行われた。

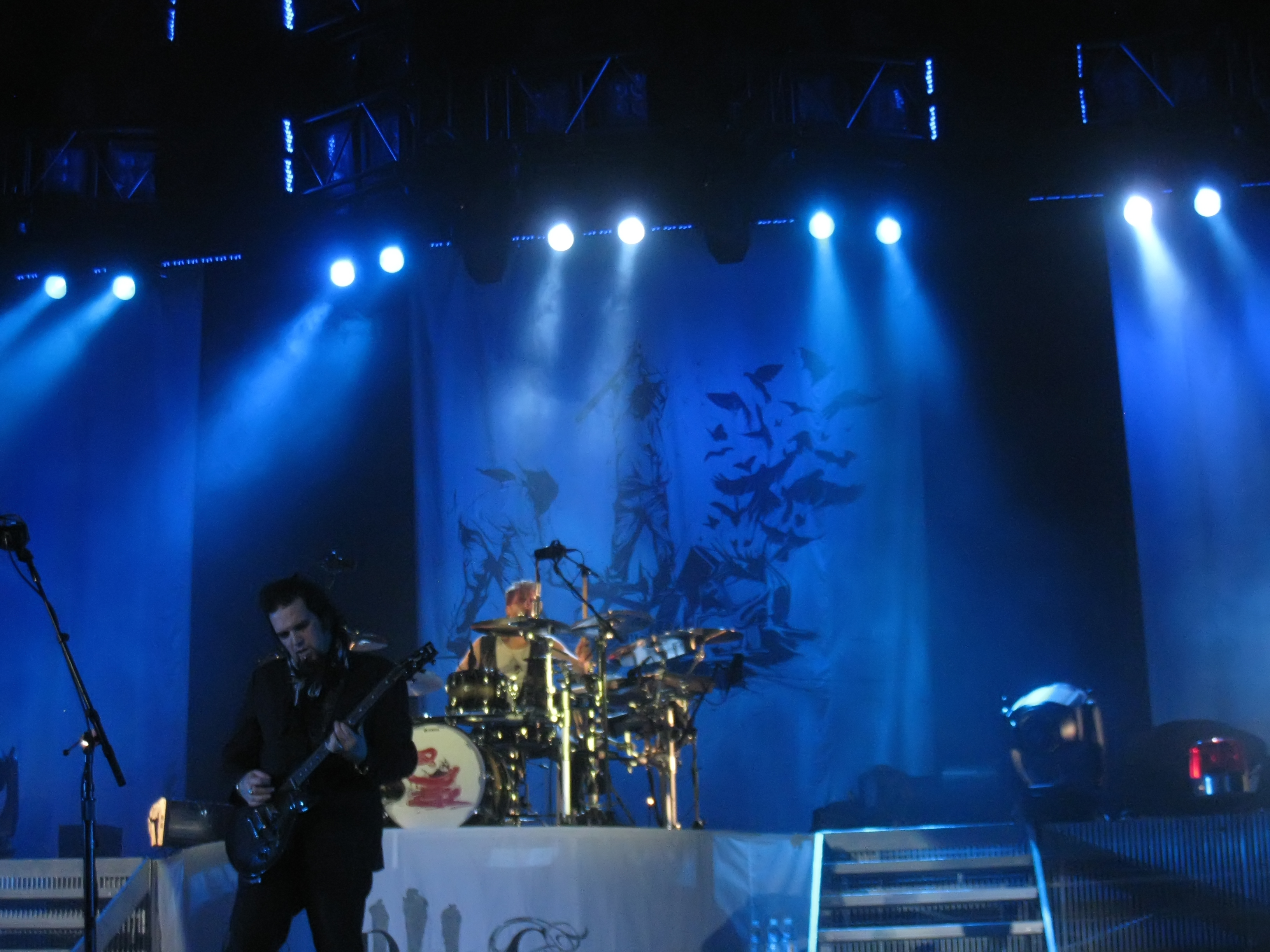
演奏中のバリー・ストックとニール・サンダーソン (2010年)

本アルバムは2009年9月22日にリリース（日本盤は当初10月21日を予定していたが、後に11月4日に変更）され、ビルボード200で初登場3位とバンドにとってこれまでの最高位を記録し、初週で79,000枚を売り上げ地元カナダではダブル・プラチナ、さらにアメリカでプラチナ認定を受けた。
今作における楽曲的特徴としては、アルバム制作開始前後にバンドメンバーが病気や家族の死を乗り越えた経験が反映されており、前作『ワン・エックス』までの怒りや悲観的な感情をテーマにした楽曲からより楽観的で前向きなものへ傾斜したことが挙げられる。アダムはアルバムについて「以前のレコードよりも少し希望が込められている」と述べた他、バンドの公式ホームページでは、「全てを乗り越えなければならなかったが、その結果がこれだ。これは新たなスタートだ。これが新しい人生だ」と発表されている。また、バリーは本作について「"新しい気持ち"と"困難な状況に引きずられる必要はない。良くも悪くも、君には変わる力がある"というテーマを中心に展開されている」と語っている。

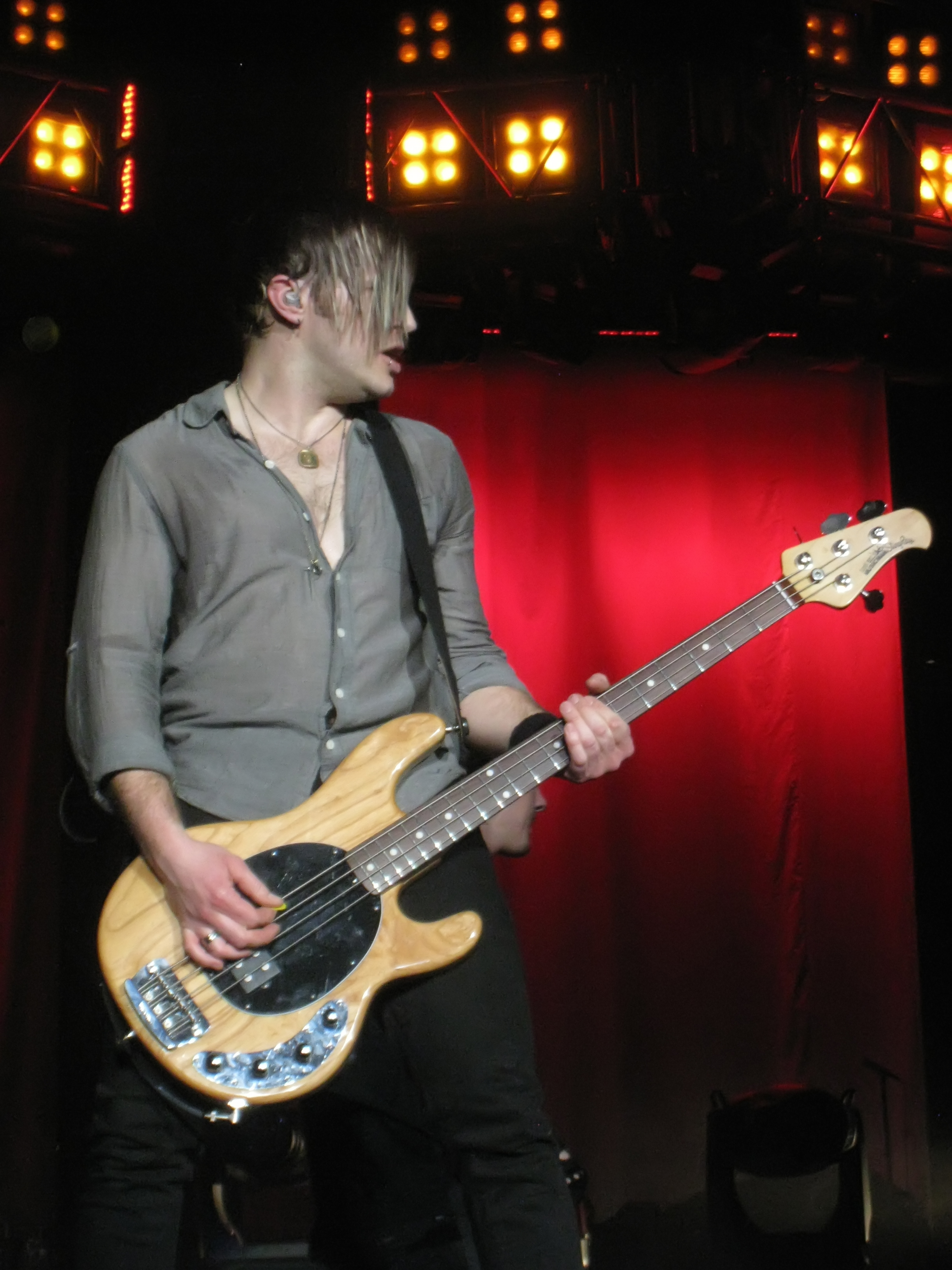
ベースを弾くブラッド・ウォルスト (2010)

アルバムからのシングルとしては、2009年9月1日に『Break』が発表されたのち、2010年2月9日に『The Good Life』、8月3日に『World So Cold』、そして2011年2月1日に『Lost in You』がそれぞれリリースされ、2010年度のMuchMusicビデオ・アワードへのノミネートや、米国のメインストリーム・ロックチャート内のトップ10にランク入りを果たすなどの好成績を残している。その後、バンドは2011年度のジュノー賞におけるグループ・オブ・ザ・イヤーにノミネートされた。
なお本作のプロモーションとして、バンドは2009年11月から12月にかけてカナダで、2010年1月から2月にかけてはアメリカで計20回のツアーを行った。

### 2012 – 2013: 4thアルバム『トランジット・オブ・ヴィーナス』、アダム・ゴンティアの脱退とマット・ウォルストの加入
2011年10月7日、RCAミュージック・グループは、アリスタ・レコードとJレコード、そしてジャイヴ・レコードの3つを解散し、これらと契約していた全てのアーティストをRCAレコードへ移籍させると発表した。これに伴い、スリー・デイズ・グレイスも同レーベルに移籍することとなった。
2012年6月5日、金星の太陽面通過が観測された同日にバンドは4枚目となるアルバムをこの現象になぞらえて『トランジット・オブ・ヴィーナス（Transit of Venus）』と題し、10月2日にリリースすると発表した。同時にスタジオでのクリップや、太陽面通過時の映像をフィーチャーした初期のプロモーション・ビデオもバンドのホームページで公開された。また、この現象の歴史的稀少性と歌詞や音楽が帯びるであろう雰囲気の両方を反映して「生涯で二度と起こらないこともある」というスローガンも掲げられた。アルバムはドン・ギルモアがプロデュースを担当し、トロントのレボリューション・スタジオで録音された。これまでのアルバム制作においてバンドは通常1か月程で楽曲を録り終えていたのに対し、本アルバムでは3か月半をかけての制作がなされた。ニールはアルバムについて「よりタイトで明瞭なサウンドを目指した」と語り、ナイン・インチ・ネイルズの影響を受けているとしている。
その後、アルバムは予定通り発売されカナダのアルバムチャートで最高4位を記録。ゴールド認定を受けた他、アメリカのビルボード200でも最高5位を記録し、トップ・ハードロック・アルバムチャートでは見事1位に輝く結果となった。アルバムからのリードシングルとして、2012年8月2日に『Chalk Outline』が発表され、こちらは米国のメインストリーム・ロックチャートで13週間最高1位を記録した。さらに2013年1月22日、同年5月14日には『The High Road』、『Misery Loves My Company』の2枚も追ってシングルリリースされ、どちらも同じくメインストリーム・ロックチャートで1位にランクインしている。
なお、今作は唯一日本盤がプレスされていない。また、本アルバム発表以降のライブからサポートメンバーとしてキーボード奏者兼バック・ボーカリストのダニ・ロゼノアが参加し、ロゼノアの帯同は後述するアダム脱退後の新体制となった後も2017年まで続いた。
2013年1月9日、バンドはウェブサイト上でアダムがスリー・デイズ・グレイスを脱退し、以降の予定されているツアーではブラッドの弟であるマット・ウォルストがボーカルを務めると発表した。同時に『Riot』、『Chalk Outline』、『The High Road』のボーカルをマットのものへ置き換えた音源も公開された。マットは1stアルバムと4thアルバムの楽曲制作に関わっており、また自身のバンド「マイ・ダーケスト・デイズ（My Darkest Days）」と共に3DGとツアーを行うこともあった。
その後バンド側はホームページを更新し、「昨年の12月21日にアダムから健康上の理由でバンドを脱退したいという旨の手紙を受け取っており、現時点ではマットの役割は一時的なもの」であると説明した。アダム自身も後にコメントを発表し、単に人生の新たな章を始める準備ができただけだとして「20年間進化を続けるバンドの一員として過ごし、人生に刺激を受けて前に進み、自分のやり方で進化し続けてきた末の結論」と述べた（後に創造性の違いによる決断だったとも付け加えている）。
しかしこの発表から7日後の1月16日、バンド側は「事実を伝える必要がある」として、より詳細な一連の経緯を掲載した。昨年受け取った手紙は弁護士からのもので、12月14日付で医師からの診断書も同封されており、バンド側はそこで初めて事態を把握したという（診断書上に記載された日付の翌日である15日にも通常通りライブが行われており、この時点でアダムからの説明等は一切無く、これがアダムと共に公演した最後のステージとなった）。ブラッドはすぐさまアダムへ話し合いを希望するメールを送ったものの、アダムは「決断は100%変わらない、3DGとの関係は終わりだ」と返答した。また、アダムは脱退後の2013年1月17日にソロでステージに上がる予定を組んでおり、バンド側はこれに対し強い不満を示した。最終的に文面上ではアダムの幸運を祈るとコメントしたものの、バンド側とアダム側との間に明確な亀裂が生じたことは一目瞭然であった。
その後、2月1日よりバンドはシャインダウン、P.O.D.と共にツアーをイリノイ州からスタートさせた。公演は成功を収めたものの、ファンの間ではマットがボーカルを務めることやアダムの一連の行動に関して様々な観点からの論争が巻き起こり、以降アダムが2024年に復帰を発表するまで長らく議論の的として取り沙汰されることとなった。なお、アダムは2014年にスーパーグループ「セイント・アソニア（Saint Asonia）」を結成した。

### 2014 – 2016: 5thアルバム『ヒューマン』

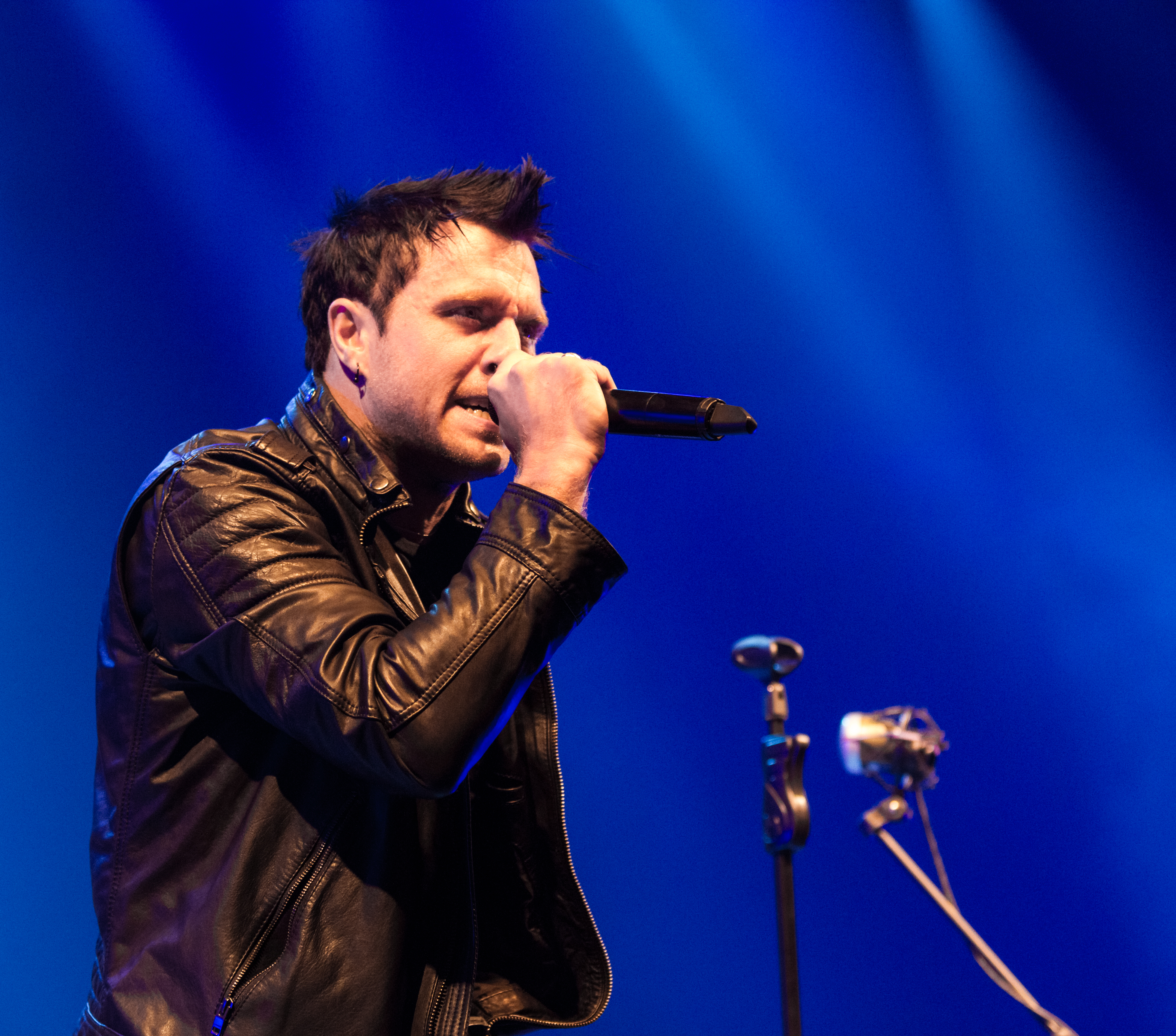
加入当初のマット・ウォルスト (2015年)

2013年後半、バンドはトロントのノーブル・ストリート・スタジオでマットがボーカルとなって以来初めてスタジオアルバムのレコーディングを開始した。また、2014年3月にはマットが正式にバンドの新フロントマンに就任することが発表された。アルバムを制作するにあたり、プロデューサーには1stアルバムを担当したギャヴィン・ブラウンが再び迎えられ、ブラッドは音楽誌「ラウドワイヤー」上のインタビューで「正しい方向へ導いてくれた」とギャヴィンの手腕を称賛した。
アルバム『ヒューマン（Human）』は、2015年1月26日にアルバムタイトルが公開されたのち、同年3月31日（日本盤は2015年6月24日）に発売された。本アルバムは、カナダのアルバムチャートで初登場2位を記録し、初週で6,700枚を売り上げゴールド認定を受けた。米国では、ビルボード200で最高16位に達した他、トップ・ハードロック・アルバムチャートで2週間1位を獲得し、2015年のラウドワイヤー・ミュージック・アワードでは、ロック・アルバム・オブ・ザ・イヤーにノミネートされている。『Painkiller』は、アルバムからのリードシングルとして2014年4月1日にリリースされた。同曲は、バンドがマットと共に制作した最初の楽曲であり、米国のメインストリーム・ロックチャート内で1位を獲得、バンドの11枚目のナンバーワン・シングルとなった。同年9月30日には、2枚目のシングル『I Am Machine』が発表され、同じくメインストリーム・ロックチャートで6週間1位を記録し、2016年度のiHeartRadioミュージック・アワードでロック・ソング・オブ・ザ・イヤーにノミネートされた。さらに2015年3月23日に『Human Race』、続く9月15日には『Fallen Angel』が追ってシングルリリースされ、メインストリーム・ロックチャート内でそれぞれ3位と6位にランクインした。
今作は前作『トランジット・オブ・ヴィーナス』で見られたエレクトロニックな要素から離れ、前々作までのポスト・グランジやオルタナティブ・メタルのルーツを重視したサウンドへ回帰しており、ニールはシアトルのラジオ局99.9KISW内のインタビューで「とても興奮しているよ。新鮮で、少しダークで、パワフルで、フレッシュな雰囲気がある」と語っている。
2015年7月から11月にかけてバンドはカナダと米国で、2016年初頭にはヨーロッパからロシアにかけてツアーを敢行した。また同時期、2016年度のジュノー賞における年間最優秀グループにノミネートされた。

### 2017 – 2020: 6thアルバム『アウトサイダー』

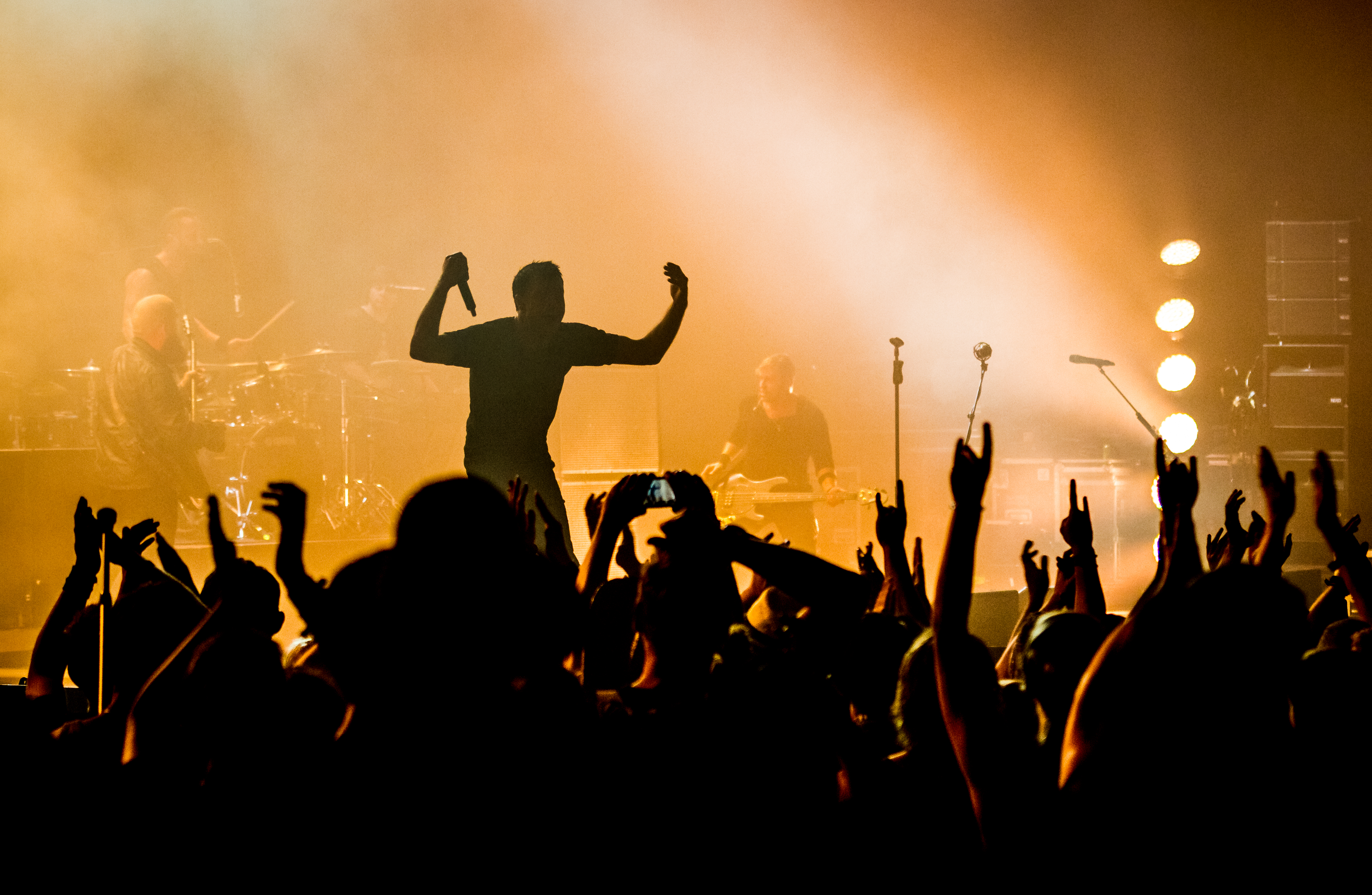
新体制となったスリー・デイズ・グレイス (2015年)

前年度のツアー終了後、ニールはビルボードのインタビューで「可能な限り隔離された状態で、次のアルバムに取り組むために時間を取る」と語った。また、ニールはそこでオンタリオ州の田舎にある自身の邸宅と、トロントから2時間ほど離れたブラッドの自宅で1年分の楽曲制作に取り組んだことも明かした。
2017年7月、バンドは6thアルバムのレコーディングを開始した。本作はプロデューサーに前作から引き続きギャヴィン・ブラウンと、2nd、3rdアルバムを担当したハワード・ベンソンの両名を起用しており、メンバー自身もプロデュースに加わっている。ブラッドによると、約20曲を書きレコーディングした後、バンドは雰囲気に基づいて各トラックを選別し、アルバムに「良い流れ」を持たせるようにしたという。
アルバムは2018年1月25日にタイトルが正式発表され、iTunesにて予約受付が開始。その後、同年3月9日（日本盤は2018年5月23日）にリリースされた。米国では初週で17,000枚を売り上げ、ビルボード200で24位にランクインした。また、2019年度のジュノー賞で本作はアルバム・オブ・ザ・イヤーとロック・アルバム・オブ・ザ・イヤーにノミネートされ、バンドとしてもグループ・オブ・ザ・イヤーにノミネートされた。
『The Mountain』は、アルバムタイトルが公開された同日にリードシングルとして発表された。同楽曲は2018年3月にビルボードのメインストリーム・ロックチャートで1位に達し、ヴァン・ヘイレンと並んでチャート内での13回目の1位となった。なお、ミュージック・ビデオには当時UFCに所属していた総合格闘家ミーシャ・シルクノフがカメオ出演している。6月12日には、アルバムからの2枚目のシングルとして『Infra-Red』が発売された。同曲もビルボードのメインストリーム・ロックソングチャートで1位を記録し、バンドにおける14枚目のナンバーワン・シングルとなった。この快挙により、スリー・デイズ・グレイスはヴァン・ヘイレンの20年にわたるチャート内1位に達した回数記録を破ることとなった。さらに同年11月13日、3枚目のシングル『Right Left Wrong』がリリースされ、再び同チャート内で1位獲得を成し遂げたことでまたもや記録が更新される結果となった。なお、同曲はSOCANが主催する2020年度のロック・ミュージック・アワードも受賞している。
本作は、ブリング・ミー・ザ・ホライズンが2015年に発表したアルバム『ザッツ・ザ・スピリット (That's the Spirit) 』に影響を受けたとして、再びエレクトロニックな側面が含まれる構成となった。
バンドは2018年にヨーロッパと北米でアルバムリリースによるライブツアーを行ったのち、アヴェンジド・セヴンフォールドやプロフェッツ・オブ・レイジとも共同でツアーに乗り出した。2019年3月14日には、バンドとして2019年度のiHeartRadioミュージック・アワードでロック・アーティスト・オブ・ザ・イヤーを受賞した。
また2020年7月23日には、ゴティエの『Somebody That I Used to Know』をカバーした音源が発表され、カナダのロックチャートで7位、メインストリーム・ロックチャートで4位にランクインした。

### 2021 – 2023: 7thアルバム『エクスプロージョンズ』
2021年3月1日、バンドは公式インスタグラムで7thアルバムをスタジオでレコーディングしていることを明かした。実際に制作が始まったのは2020年2月のことで、ブラッドは「9曲か10曲をそれぞれ別のスタジオで別れてレコーディングした」と2020年に発生した新型コロナウイルスの感染拡大による楽曲制作の現状を語った。また、ニールは楽曲について「ここ数年間に経験してきた実際の状況にインスパイアされた」とコメントしている。
アルバムは2022年5月6日に全世界同時リリースされ、2023年度のジュノー賞でロック・アルバム・オブ・ザ・イヤーにノミネートされた。

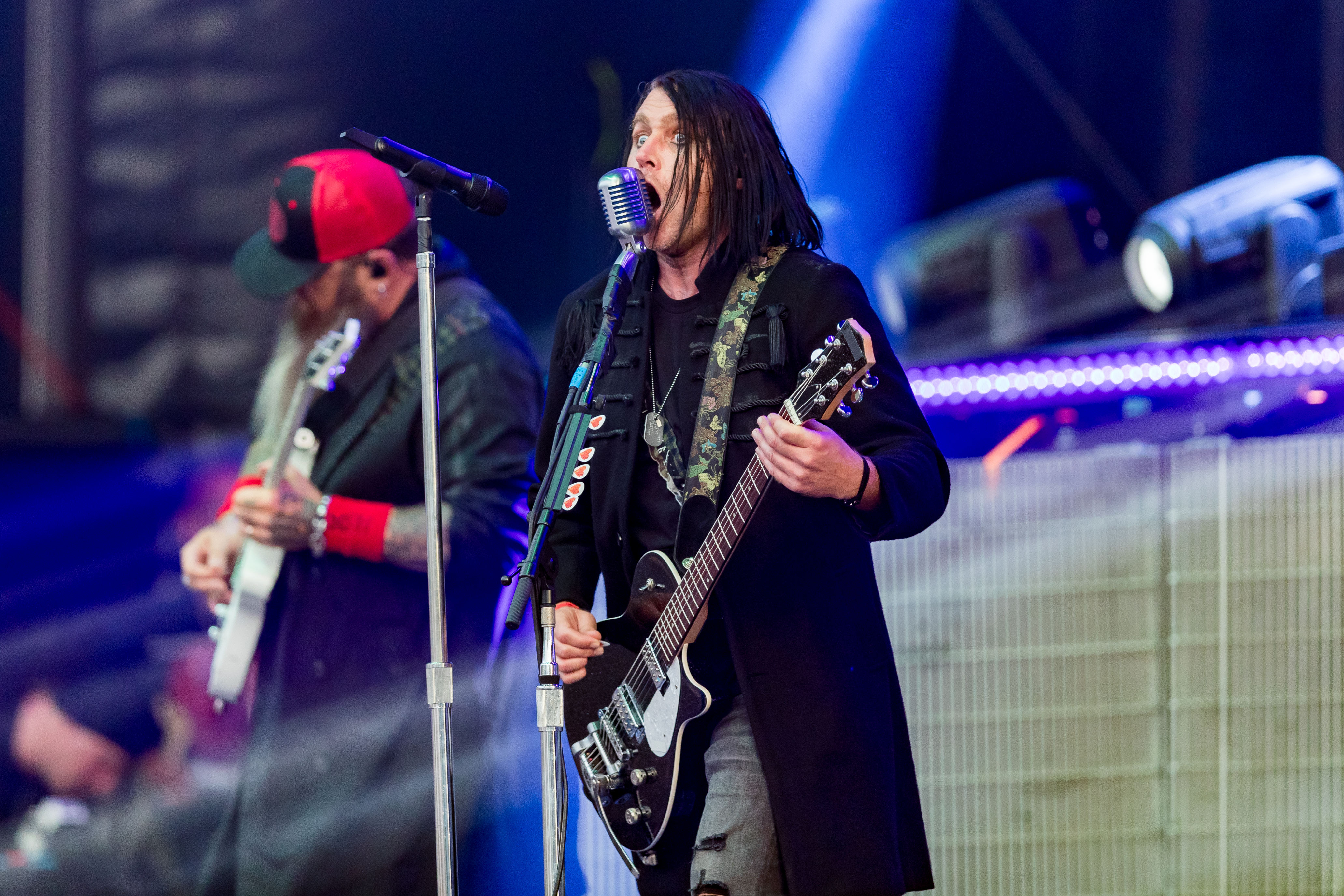
共にギターを演奏するマット・ウォルストとバリー・ストック (2023年)

本作のリードシングル『So Called Life』は、2021年11月29日にリリースされ、ビルボードのメインストリーム・ロックチャートで4週連続1位を飾った。また、2022年度のMTVビデオ・ミュージック・アワードの最優秀ロック・ビデオ賞にもノミネートされている他、2023年度のiHeartRadioミュージック・アワードではロック・ソング・オブ・ザ・イヤーにノミネートされた。なお、同アワードではバンドとしてもロック・アーティスト・オブ・ザ・イヤーにノミネートされている。2022年4月11日には、『Lifetime』が2枚目のシングルとして発表された。同曲は、2021年12月にEF4の竜巻がケンタッキー州メイフィールドを襲ったことを受けその被災者へ捧げられており、メインストリーム・ロック・エアプレイチャートで1位を獲得した。さらに同年9月27日、3枚目のシングルとして『I Am the Weapon』がラジオでエアプレイされ、メインストリーム・ロック・エアプレイチャートで最高4位に達した。
本作のミキシングには前述のブリング・ミー・ザ・ホライズン、ONE OK ROCK、DIR EN GREYなどで知られるダン・ランカスターが携わっており、再びザラザラとしたハードロック的なサウンドを重視したものへと仕上がった。バリーはインタビューで「明日なんてないみたいに生きて、一瞬一瞬を最大限に活かすことを描いたアルバムなんだ。願わくはそれを感じてもらえたらいいね」と本作への意気込みを語った。
その後パンデミックが一応の収束を見せ、音楽シーンにおけるコンサートなどが全国的に再開されたことで、2022年の夏から秋にかけてバンドも北米からライブツアーを再開した。2023年の4月から5月にかけては、シャインダウンのツアーサポートも務めた。このツアーの最中、4月19日のアラバマ州ハンツビル公演では、終盤にバンドの元ボーカルであるアダム・ゴンティアがサプライズで登場し、3DGメンバーと実に11年振りとなる共演が行われた。この両者の共演はファンを中心に驚きと喜びの声が上げられ、大きく話題を呼んだ。なお、この前後にはアダムがSNS上でメンバーの投稿に頻繁にいいねやコメントを送るなどしており、ブラッドはインタビュー内で「アダムとよく会っている」と語るなど、両者間の関係性に進展があったとも取れる動きが見られていた。またアダムは、脱退後テネシー州ナッシュビルへ移住しており、同年10月10日に公演が行われた際にもゲスト出演し、バンドと数曲パフォーマンスを行っている。
しかし、ツアーではニールが足首を捻挫したことでバンドと親交のあるブレイキング・ベンジャミンのショーン・フォイストが一時代役を務め、2023年10月12日に行われたノースカロライナ州シャーロットでの公演ではマットがパフォーマンス中に負傷し、最終公演となった2日後のボストン公演では、全曲通して椅子に着席しパフォーマンスを行うなどアクシデントも多く見られた。

### 2024 – 現在: 8thアルバム『エイリアネーション』、アダム・ゴンティアの復帰と新体制「Three Days Grace 2X」

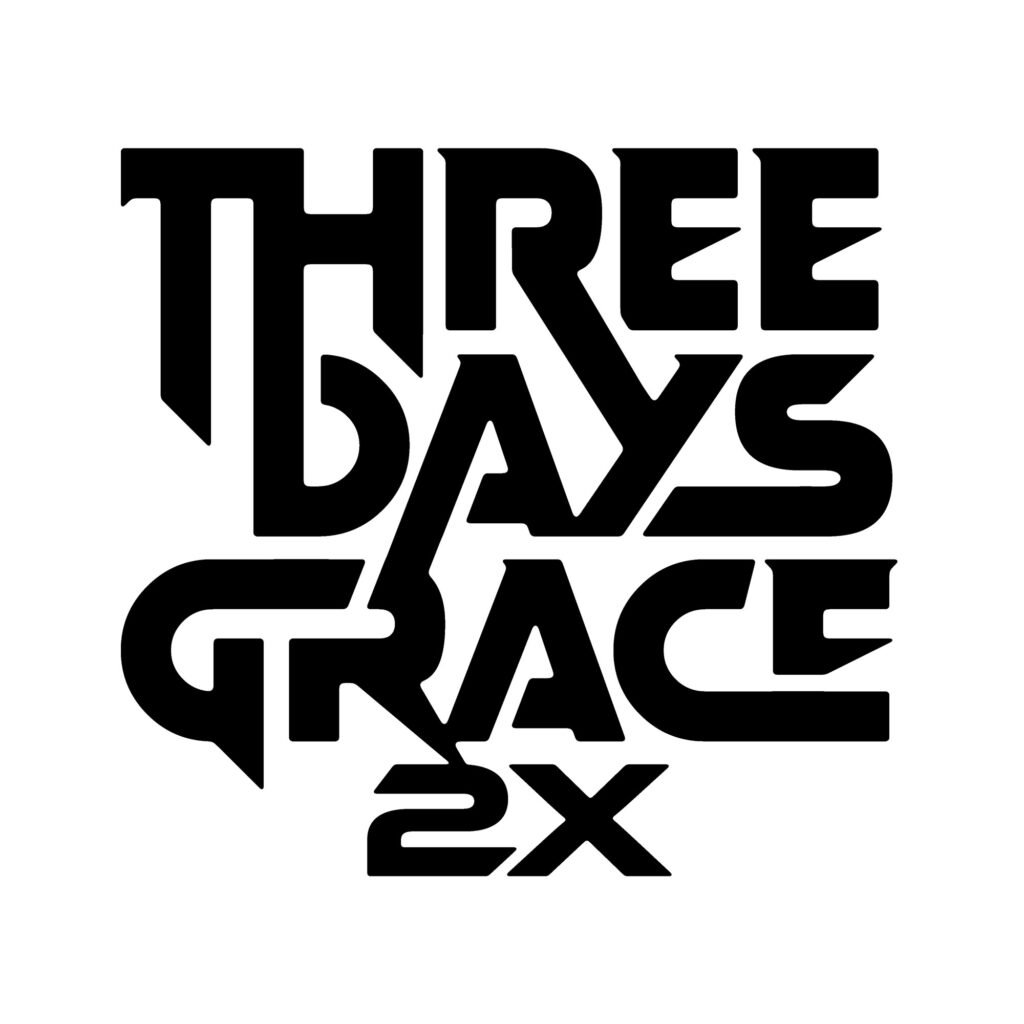
バンドが新しく発表したロゴ (2024年)

2024年に入ってからはバンドとして大きな動きは無く、一切ライブも行われないまま長らく沈黙が貫かれていた。しかし同年10月2日、バンドは各種SNSにてアダムと共にスタジオで新曲を制作していることをほのめかすティザー・ムービーを投稿した。映像は「Three Days Grace 2X」という新しいバンドロゴで締めくくられており、アダムが3DGへ復帰するのではないかという予測が多く囁かれることとなった。そしてその翌日、バンド側は正式にアダム・ゴンティアがスリー・デイズ・グレイスのボーカルとして復帰することを表明した。さらに現ボーカリストであるマット・ウォルストも引き続きバンドへ参加し、新たに5人編成で活動を行っていく方針であることも明らかとなり、新曲のリリースと今後のツアー日程も両者の意気込みと共に予告された。その後の「Goldmine」上でのインタビューで、アダムは復帰へ至った経緯を以下のように語っている。
| 「 | ベースのブラッドとは何年も前から時々連絡を取り合っていたんだけど、彼とマットはしばらく前からこのアイデアを温めていたんだと思う。2020年くらいにブラッドから連絡があって、何度か一緒にコーヒーを飲んだ後に、バンドに復帰する話が出たんだ。もちろん迷うことなく賛成したよ。彼が話し始めた時、まさにその時が来たと思った。みんな色々なことを経験してかなり成長したから、今は素晴らしい状態にあると思う。マットはスリー・デイズ・グレイスとしてアルバムを何枚も作ってきたし、僕も何枚かアルバムを作ったから、ファンのためにもそれが理にかなっていると思ったんだ。 | 」 |

2024年11月22日、8枚目となるアルバムからのリードシングルとして『Mayday』がリリースされた。本作は、アダムとマットが共同でボーカルを務める初めてのスタジオ作品となった。アダムは楽曲について「アルバムに期待されているものがよく表せている」と満足のいった評価を下しており、カナダのロックチャートでは見事10週間連続1位を達成した。また、この曲は米国のメインストリーム・ロックチャートでも1位を記録し、バンドにおけるチャート上での通算18枚目となるナンバーワン・シングルに君臨した。さらに、YouTubeにて公開されたミュージック・ビデオの総再生回数は900万回以上にも及んだ。
同曲のリリース直後、ニールはラジオ局WRIFにて、アルバムがほぼ完成に近づいていると報告した。また、ラジオ上では「年末までにアルバムの作曲を終え、2025年1月にアルバムをレコーディングして、その年の後半にリリースしたいと考えている」とも述べられた。
2025年2月25日、バンドはセヴンダストと共にディスターブドの「ザ・シックネス25周年記念ツアー」に帯同する形で、アイダホ州ナンパにてライブツアーを再開した（アダムが正式なメンバーとしてステージに上がるのは、およそ13年振りの光景となった）。なお、現在のステージでは基本的にアダムがボーカルを務めていた時期に制作された楽曲が演奏される際、マットがリズム・ギターとバック・ボーカルを担当し（『Chalk Outline』ではキーボードも演奏する）、反対にマットがボーカルとなって以降の楽曲では、アダムがそれを担うという方式が取られている。一方で、『Just Like You』や『Riot』、『I Am Machine』など互いにパートを分けてリード・ボーカルを取る楽曲も一部存在する。同年6月からはヴォルビートとカナダ各地を回るツアーが敢行され、今夏にはブレイキング・ベンジャミンと共同ヘッドライナーを務めるツアーも予定されている。
2025年4月下旬、YouTube上に投稿されていた過去の楽曲のミュージック・ビデオ及びオーディオのいくつかのサムネイルに棒人間のイラストが付け加えられた。
その後の2025年5月8日、8枚目のアルバムタイトルが『エイリアネーション（Alienation）』となることが明かされ、2025年8月22日にリリース予定であることも発表された。その翌日には、アルバムから2枚目のシングル『Apologies』がリリースされ、カナダのロック・チャートと米国のメインストリーム・ロックチャートで1位を獲得した。
6月20日、3枚目のシングルとして『Dominate』が発表され、同年開催の「サタデー・ナイト・メインイベント」での引退を発表したWWE所属のスーパースター、ビル・ゴールドバーグの公式トリビュート映像に使用された。翌7月25日には、『Kill Me Fast』が新しくシングルリリースされた。

## ディスコグラフィ

### スタジオ・アルバム
| 2003                                      | スリー・ディズ・グレイス Three Days Grace | - 発売日: 2003年7月22日 - レーベル: Jive - フォーマット: CD, LP, digital download - 全米売上: 200万枚 | 9 | 47 | —  | —  | 21 | —  | 69 | - CAN: プラチナ - US: 2× プラチナ    |
| 2006                                      | ワン・エックス One-X                      | - 発売日: 2006年6月13日 - レーベル: Jive - フォーマット: CD, LP, digital download - 全米売上: 300万枚 | 2 | —  | —  | —  | —  | —  | 5  | - CAN: 3× プラチナ - US: 3× プラチナ |
| 2009                                      | ライフ・スターツ・ナウ Life Starts Now    | - 発売日: 2009年9月22日 - レーベル: Jive - フォーマット: CD, LP, digital download - 全米売上: 100万枚 | 2 | 77 | —  | —  | —  | —  | 3  | - CAN: プラチナ - US: プラチナ       |
| 2012                                      | Transit of Venus                          | - 発売日: 2012年10月2日 - レーベル: RCA - フォーマット: CD, LP, digital download - 全米売上: 25.8万枚 | 4 | —  | —  | —  | —  | —  | 5  | - CAN: ゴールド                      |
| 2015                                      | ヒューマン Human                          | - 発売日: 2015年3月31日 - レーベル: RCA - フォーマット: CD, LP, digital download - 全米売上: 12.1万枚 | 2 | 63 | —  | 77 | 34 | —  | 16 |                                      |
| 2018                                      | アウトサイダー Outsider                   | - 発売日: 2018年3月9日 - レーベル: RCA - フォーマット: CD, LP, digital download                       | 9 | 49 | 28 | 36 | —  | 38 | 24 |                                      |
| "—"は未発売またはチャート圏外を意味する。 |                                           | |   |    |    |    |    |    |    |                                      |

## 来日公演
現在、スリー・デイズ・グレイスが日本で行った公演は以下の一つのみである。
- 2007年7月2日 原宿アストロホール

## メディア出演
- 2004年10月8日公開の映画『Raise Your Voice（邦題：ヒラリー・ダフのハート・オブ・ミュージック）』ではバンド名義でカメオ出演し、楽曲『Are You Ready』と『Home』を演奏した[56]。

- また、TVドラマ『ゴースト 〜天国からのささやき』でも第31話「The Curse of the Ninth」に主人公夫妻が訪れるライブハウスの出演バンドとして登場している。本国での初回放映は2006年11月17日。